# Acer tschonoskii
Acer tschonoskii — вид клена. Батьківщиною цього виду є острови Хонсю і Хоккайдо в Японії. Цей вид є деревом. Росте в прохолодних помірних і субальпійських лісах, зазвичай росте на хребтах на верхніх схилах гір.

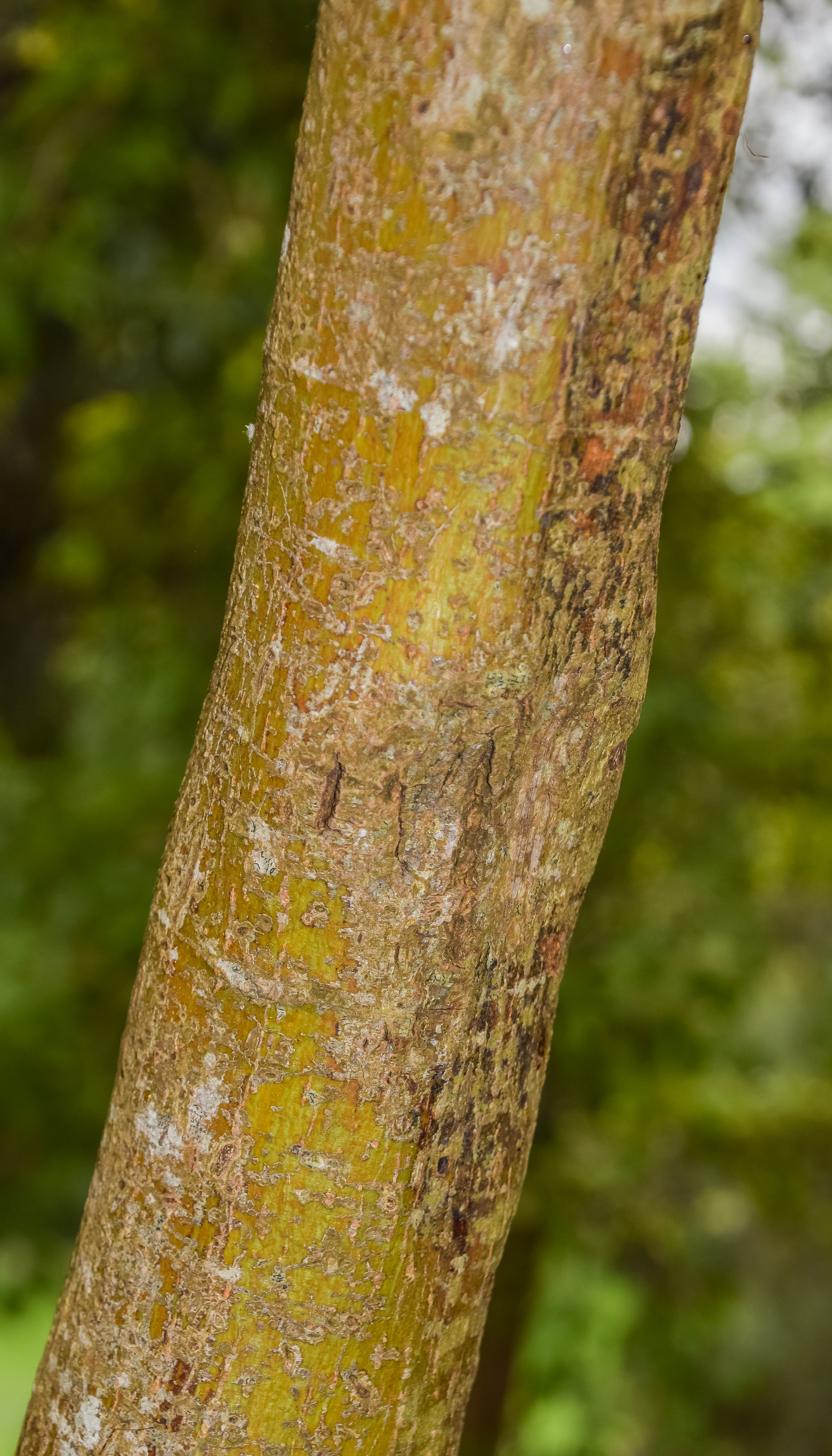
стовбур
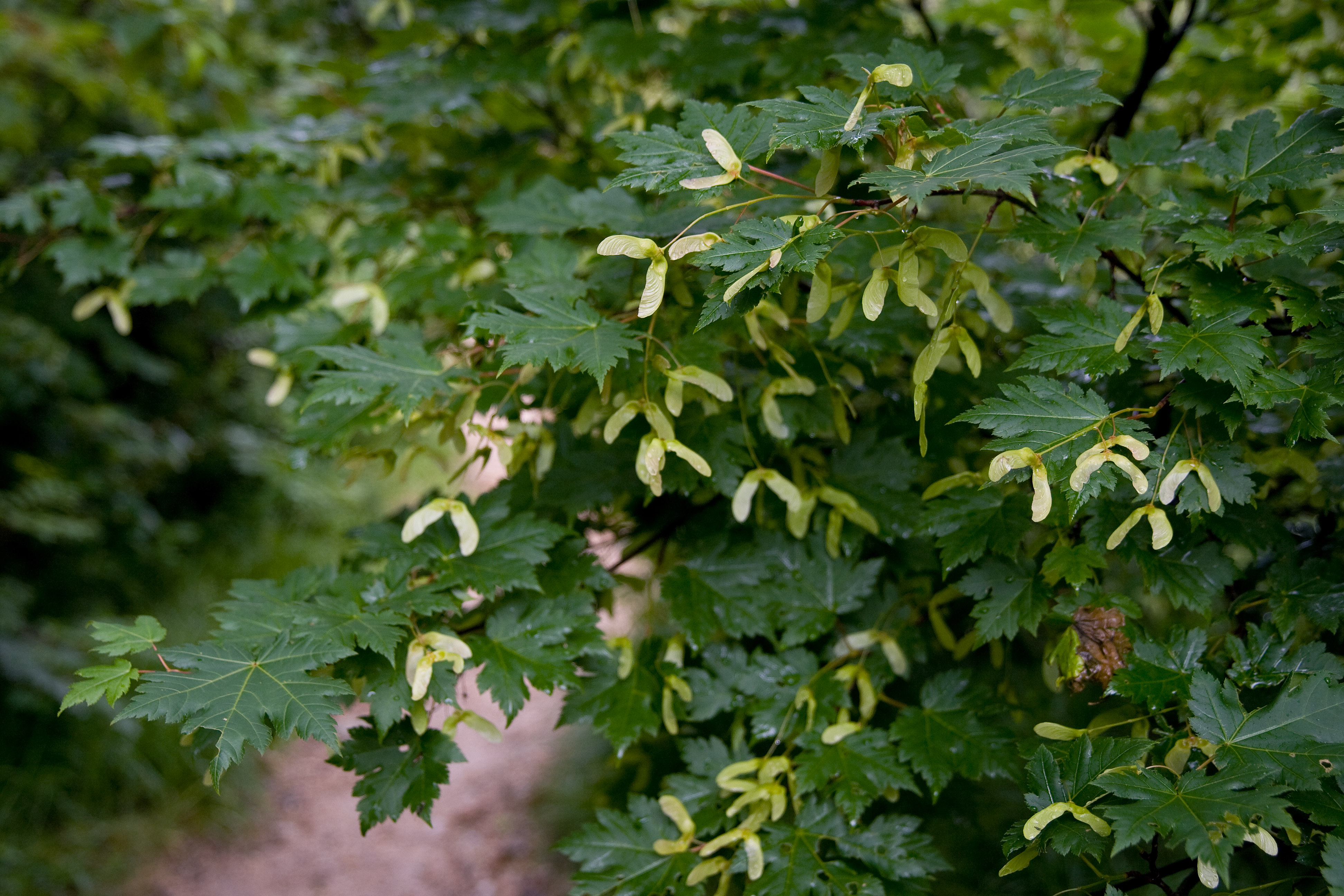
плоди